# 坂下純也
坂下 純也（さかした じゅんや、1998年6月14日 - ）は、日本の男子バレーボール選手である。

## 来歴
神奈川県伊勢原市出身。姉の影響で小学1年生からバレーボールを始める。
2014年、駿台学園高等学校に進学。3年時の2016年、全国高等学校総合体育大会（インターハイ）で優勝し、優秀選手賞を受賞。第71回国民体育大会（岩手県大会）の少年男子部門で東京都代表として出場し、優勝を果たした。2017年1月、全日本高等学校選手権大会（春の高校バレー)で優勝し大会3冠を達成。自身は大会MVPを受賞した。
2017年、筑波大学に進学。全日本大学選手権大会（全日本インカレ）では、早稲田大学の連覇を止められなかったものの、2017年と2019年で準優勝。2019年にはレシーブ賞を受賞した。
2020年、V.LEAGUE DIVISION1(V1)に所属するJTサンダーズ広島の内定選手となった。内定選手としてリーグ戦にも出場した。
2021年、大学卒業後に、JTサンダーズ広島に入団した。入団1シーズン目の2021-22シーズンもリーグ戦に多く出場した。

## 人物
- 高校・大学・V.LEAGUEで実績を残しているが、アタッカーとしては低身長である。憧れ・目標の選手に、自身よりも低身長ながら日本代表に入りアタッカーとしても活躍した浅野博亮（現役時代ジェイテクトSTINGSに在籍）を挙げている。

## 所属チーム
- 駿台学園高等学校（2014-2017年）
- 筑波大学（2017-2021年）
- JTサンダーズ広島/広島サンダーズ（2021年-）

## 受賞歴
- 2016年 - 全国高等学校総合体育大会 優秀選手賞
- 2017年 - 全日本高等学校選手権大会 MVP
- 2019年 - 全日本大学選手権大会 レシーブ賞